# Metal4
Metal4 est un magazine en ligne musical germanophone existant sous sa forme actuelle depuis 2011 dont le siège éditoriale est à Brême. Il propose des actualités, des interviews, des critiques de disques et de concerts dans les genres metal et rock.
Le siège brêmois et les correspondances à Hambourg, Hanovre, Cologne et dans la Ruhr proposent des articles quotidiennement.

## Histoire
Le projet Metal4Bremen est créé le 15 septembre 2009 par David Pfeil, Simon Lindner et Jens Martin Baumgartner. L'idée est de créer une plate-forme qui fournit des informations sur les événements régionaux et les groupes dans la région de Brême. Le mois suivant, le site est mis en ligne et reçoit ses premières accréditations pour des festivals l'été de l'année suivante. Le site s'agrandit au fur et à mesure des commentaires au-delà de sa région natale.
L'enthousiasme que suscite le site par des lecteurs qui ne sont pas forcément fans de metal, et la couverture et l'intérêt pour des groupes, des concerts, des organisateurs poussent à une consultation pour reformuler le site. Ainsi les trois fondateurs développent le concept d'un magazine interrégional en collaboration avec plusieurs éditions régionales : la couverture des groupes et événements et le soutien efficace de la terre dans la région correspondante sont l'objectif initial du projet régional. Le 15 octobre 2011, Metal4 est mis en ligne comme un site national. Une radio en ligne apparaît en avril 2012.
Outre les informations, les critiques, Metal4 propose des articles de fond sur les genres de metal ou bien l'industrie de la musique comme la GEMA et les droits d'auteur. L'objectif est de créer un débat pour la communauté, faisant une présentation complète de tous les aspects du metal sur internet et favorisant la rencontre entre les internautes, les musiciens et les organisateurs.